# Niels Treschow
Niels Treschow, född den 5 september 1751 i Drammen, död den 22 september 1833 i Kristiania, var en norsk filosof.

## Biografi
Treschow blev student i Köpenhamn 1766, tog magistergraden 1774 och blev samma år konrektor i Trondhjem. 1780 blev han rektor i Helsingör och 1789 i Kristiania. Där höll han 1796-97 föreläsningar över Kants filosofi, som 1803 ledde till att han fick en filosofisk professur i Köpenhamn.
Där verkade Treschow ett årtionde och insattes i den kommission, som skulle förbereda upprättandet av ett universitet i Norge. Då detta kommit till stånd, utnämndes han 1812 till professor där och fick 1814 plats i kommissionen för ordnandet av det norska undervisningsväsendet. På uppmaning av prinsregenten utarbetade han ett utkast till norsk grundlag.
Treschow blev medlem av det urtima stortinget och ordförande i det utskott, som ledde underhandlingarna med de svenska kommissarierna. Den 18 november samma år - 28 juni 1825 var han statsråd och chef för kyrko- och undervisningsdepartementet. Prokansler för universitetet var han 1823-1828. Sina sista år tillbragte han på en universitetet tillhörig lantegendom vid Kristiania, där han dog.
Treschow är Nordens förste empiriske psykolog. Hans arbete Om den menneskelige natur, især fra dens aandelige side (1812) röjer fin iakttagelseförmåga. I frågan om förhållandet mellan själ och kropp ansluter han sig till den av Spinoza grundlagda duplicismen.
Treschows mest betydande bidrag till filosofin är avhandlingen Gives der noget begreb eller nogen idé om enslige ting? (i "Videnskabelige selskabs skrifter", 1810). I strid mot den spekulativa filosofins benägenhet att röra sig endast med abstrakta begrepp och fatta de individuella fenomenen som ofullkomliga uttryck för dessa, framhåller Treschow, att det finns mera i det individuella föremålet än i något allmänbegrepp.
I verkligheten finns endast individer, menar Treschow vidare, och våra allmänbegrepp är endast hjälpmedel för att lära känna dessa. Vårt värde ligger i vår individualitet, och målet för vår strävan bör vara att uppnå högsta möjliga grad av individualitet. Utan kännedom om Lamarcks ungefär vid samma tid framställda kritik av artbegreppen, uttalar även Treschow tvivel om dessas objektivitet och på i naturen givna fasta gränser mellan arterna.
I Elementer til historiens filosofi (1811), som han först framställde i föreläsningar vintern 1806-07, utdrar han härav följderna genom att anta arternas utveckling ur varandra. Människan har i århundraden fört ett djuriskt liv, innan hon erhållit de egenskaper, som nu utmärker henne. För detta ringa ursprung har vi inget skäl att blygas. Hellre bör vi tänka på vad vi nu är och än mer vad vi en gång skall bli.
Bakom den växlande mångfalden av individer söker Treschow den enhet, som vårt förstånd fordrar. Mot Kant invänder han, att vi icke kunna sammanbinda i vår tanke, vad inte redan förut är sammanbundet i naturen. Vad filosofen kallar den högsta enheten är detsamma, som av religionen kallas Gud. Sina åsikter om dennes väsen och hans förhållande till världen utvecklar Treschow i Om Gud, ide- og sanseverdenen (3 bd, 1831-32) och Kristendommens aand (1828).
Treschows föreläsningar om Kants filosofi utgavs 1798. Förutom dessa filosofiska skrifter utgaf Treschow Lovgivningsprinciper (3 band, 1820-23), och efter hans död utgavs Om Norges grundlov (1834). Därjämte finns flera avhandlingar av honom i dåtida tidskrifter eller utgivna såsom skol- eller universitetsprogram. Han var ledamot av flera akademier, han invaldes bland annat i Kungliga Vetenskapsakademien  1825.